# Mirella Korzeniewska-Wiszniewska
Mirella Barbara Korzeniewska-Wiszniewska (Moczała-Korzeniewska) – polska politolożka-bałkanistka, doktor habilitowana nauk społecznych.

## Życiorys
W 2002 ukończyła studia w Instytucie Nauk Politycznych i Stosunków Międzynarodowych Uniwersytetu Jagiellońskiego. W 2006 doktoryzowała się na Wydziale Studiów Międzynarodowych i Politycznych UJ w dyscyplinie nauk o polityce, specjalność stosunki międzynarodowe, na podstawie pracy Serbska idea narodowa w polityce wewnętrznej Jugosławii w latach 1992–2000 (promotorka: Irena Stawowy-Kawka). W 2018 tamże habilitowała się z nauk społecznych, dyscyplina nauki o polityce, przedstawiając dzieło Serbowie jako mniejszość w warunkach transformacji politycznej w państwach byłej Jugosławii 1995–2016.
W 2006 rozpoczęła pracę w Instytucie Nauk Politycznych i Stosunków Międzynarodowych Uniwersytetu Jagiellońskiego, dochodząc do stanowiska profesora uczelni. Członkini Komisji Środkowoeuropejskiej Polskiej Akademii Umiejętności, Komisji Bałkanistyki Polskiej Akademii Nauk, oddział Poznań oraz Polskiej Komisji Kultury i Historii Bałkanów afiliowanej przy Międzynarodowym Stowarzyszeniu Studiów nad Europą Południowo-Wschodnią (AIESEE).
Obszar jej zainteresowań naukowych obejmuje Bałkany i związane z nimi problemy etniczne, procesy transformacji politycznej oraz kwestie bezpieczeństwa regionalnego.

## Publikacja
Monografie
- Serbia pod rządami Slobodana Miloševicia. Serbska polityka wobec rozpadu Jugosławii w latach dziewięćdziesiątych XX w., WUJ, Kraków, ss. 284, 2008, ISBN 978-83-233-2584-0.
- Michał Wawrzonek, Nelly Bekus, Mirella Korzeniewska-Wiszniewska, Orthodoxy versus post-Communism? Belarus, Serbia, Ukraine and the Russkiy Mir, Cambridge Scholars Publishing, 2. ss. 332 (ss. 159–259), 2016, ISBN 978-1-4438-9538-5.
- Serbowie jako mniejszość w warunkach transformacji politycznej w państwach byłej Jugosławii w latach 1995–2016, Wydawnictwo Księgarnia Akademicka, Kraków, ss. 568, 2017, ISBN 978-83-7638-832-8.